# Сису (Райя и последний дракон)
Си́су-Да́ту (англ. Sisudatu), также известная по её прозвищу Сису (англ. Sisu) — персонаж 59-го мультфильма Walt Disney Animation Studios «Райя и последний дракон» (2021). Создана малайзийской сценаристкой Адель Лим, и озвучена американской актрисой и рэпером Аквафиной.
Судя по внешнему виду, образ Сису вдохновлен кирином, водяным драконом из китайской мифологии, в мультфильме она изображается как последний дракон в стране Кумандра. Чтобы избавиться от друунов, монстров, которые когда-то угрожали Кумандре, Сису использовала драгоценный камень с магией своих братьев и сестёр, однако сама исчезла. Позже человечество сражалось за камень и разбило его, что привело к тому, что Принцесса Сердца Райя обратилась к ней за помощью, чтобы снова изгнать друунов. Сису и Райя путешествуют по Кумандре, чтобы найти осколки драконьего камня, заводя новых друзей и познавая ценность взаимного доверия.
Сису получила в целом положительные отзывы критиков, которые высоко оценили её дизайн, чувство прощения, самоуничижительную комедию и вклад в послание.

## Разработка

### Происхождение и концепция
Сису вдохновлена нагой из индуизма, буддизма и джайнизма.

### Голос
Аквафина озвучивает Сису. Во время пандемии COVID-19 Disney отправил ей палатку для аудиопроизводства для её домашней записи акустики. Продюсер Оснат Шурер объяснил: «Когда мы встретили Аквафину, мы знали, прежде всего, что она невероятная актриса с широким диапазоном, с очень профессиональным и дисциплинированным подходом к игре. Но Аквафина соответствовала дракону, которого мы искали — некоторая комбинация мудрости, эмоций и юмора. Она объединяет все эти три вещи в какое-то волшебное зелье». Режиссёр Карлос Лопес Эстрада назвал её в фильме чем-то «удивительным» из-за её способности играть и комедию, и драму. Режиссёр Дон Холл сказал, что не может представить в роли Сису кого-то другого, кроме Аквафины. Эстрада сказал, что она импровизировала во многих сценах и «оживила [Сису] так, что было очень интересно смотреть».

### Дизайн и личность

#### Личность
Сису обладает непоколебимой верой в доброту других, чем вдохновляет окружающих даже в самые тёмные моменты. После 500-летнего отсутствия как будто устаревший взгляд Сису на жизнь показывался наивным, а сама она неприспособленной к реалиям, однако к концу стало ясно, что за наивностью скрывалась мудрость, в конце концов Сису смогла переубедить весь мир вокруг без оружия. Иногда у Сису можно заметить проблемы с самооценкой. Она готова пожертвовать собой ради остальных или заступиться за друга. Сису не скрывает эмоций и имеет хорошее чувство юмора. Режиссёры охарактеризовали Сису как «забавную [и] самоуничижительную».

#### Внешний вид
У Сису длинное змееподобное тело, покрытое мягкой светло-голубой шерстью, по всей спине и на бёдрах шерсть тёмно-аквамариновая с едва заметным бирюзовым узором. От головы и по всей шее, напоминая гриву, идёт длинная голубая шерсть чуть синее тела, с фиолетовыми оттенками. У дракона нет крыльев, однако она способна передвигаться в воздухе с помощью магии, отталкиваясь от быстро возникающих под лапами магических всплесков. По всей спине Сису идёт неровный зеленоватый плавник, хвост оканчивается плавником сложной формы с бирюзово-фиолетовым узором. У дракона по три пальца на задних лапах и четыре на передних. На голове два рога, расположенные по центру один за другим. У неё широкая морда и большие фиолетовые глаза. Сису невероятно ловка и быстра в целом, но особенно хорошо она плавает.
Режиссёры хотели, чтобы Сису выглядела «потрясающе красивой». Её волосы были «призваны сделать её легкой и воздушной благодаря своему почти волшебному невесомому движению, которое подчеркивает её божественность и мистичность». В разработке дизайна Сису участвовал визуальный антрополог Стив Ароунсак. Аквафина сказала, что видела в Сису части своих зубов и глаз.

## Появления

### Мерчандайз
После выхода мультфильма «Райя и последний дракон» Disney выпустил несколько кукол Сису в форме человека, и в форме дракона. В наборе фигурок Кумандры фигурировала Сису. Также была выпущена плюшевая игрушка Сису.

## Приём
Vulture назвал Сису «ангелом на плече [Райи], призывающим её к прощению». Common Sense Media высоко оценил её силу, мужество, сладость, прощение, доверие и сочувствие. Писатель Rolling Stone Дэвид Фир хвалил Сису за дерзость, яростность, язвительность и забавность. Бен Трэвис из Empire похвалил эффекты её гривы. Брайан Таллерико из RogerEbert.com высоко оценил «великолепный» дизайн Сису. Писав для NPR, Джастин Чанг сказал, что Сису была «полностью настроена на хорошее настроение». Vox описал её как «веселую» волшебную подругу: «она остроумная, но серьёзная, неугомонная, но мудрая, и её любящая натура — хорошее препятствие для Райи». Firstpost сказал, что у неё было «сочетание самоуничижительной комедии, случайной мудрости и карты, позволяющей избежать тюрьмы».